# Las Nieves
Las Nieves ist eine Stadtgemeinde in der Provinz Agusan del Norte auf der Insel Mindanao im Süden der Philippinen.
Im April 1877 berichtete der Pater Urios die erfolgreiche Gründung von fünf Dörfern entlang des Flusses Agusan nach Manila. Namentlich waren dies die Dörfer Las Nieves, Remedios, Esperanza, Guadalope und San Luis, von denen Las Nievas das dasjenige ist, das zuerst gegründet wurde. Das Dorf ist nach der Schutzheiligen Nuestra Señora de las Nieves der Mutter Jesu benannt.
1940 wurde Las Nieves Gemeindedistrikt der Stadtgemeinde Esperanza. Selbstständige Stadtgemeinde wurde Las Nieves am 25. Juni 1963.
Die Einwohner der Stadtgemeinde gehören zu den Volksgruppen der Cebuanos, Boholanos und Agusanos. Stammesangehörigen der Volksgruppen Higaonon und Manobo leben ebenso in Las Nieves.
Das Baranggay Casiklan wurde im Jahre 2000 neu geschaffen.

## Barangays
Las Nieves ist politisch unterteilt in 20 Barangays.
| - Ambacon - Bonifacio - Consorcia - Katipunan - Lingayao - Malicato - Maningalao - Marcos Calo - Mat-i - Pinana-an | - Poblacion - San Isidro - Tinucoran - Balungagan - Eduardo G. Montilla (Camboaya) - Durian - Ibuan - Rosario - San Roque - Casiklan |